# Mark Uhatahi
Mark Uhatahi (24 marzo 1983) è un allenatore di calcio ed ex calciatore tongano, di ruolo centrocampista.

## Carriera

### Club
Nella stagione 2012-2013 ha segnato 4 gol in 3 partite nella OFC Champions League, 2 dei quali nella partita contro il Pago Youth, nella fase a gironi. L'anno successivo ha segnato un gol in 2 presenze nei preliminari della massima competizione per club oceaniana, con la sua squadra che ha chiuso il girone preliminare al secondo posto in classifica mancando quindi l'accesso alla fase a gironi della competizione vera e propria. Segna altre due reti in OFC Champions League nei preliminari dell'edizione 2014-2015 della coppa.

### Nazionale
Dal 2003 al 2015 fa parte della rosa della nazionale del suo Paese, con la cui maglia gioca anche alcune partite di qualificazione ai Mondiali, per un totale di 12 presenze e 4 reti.

## Palmarès

### Giocatore

#### Competizioni nazionali
- Tonga Major League: 9

Lotoha'apai United: 2003, 2004, 2005, 2006, 2007, 2008, 2011, 2012, 2013

### Allenatore

#### Competizioni nazionali
- Tonga Major League: 3

Veitongo: 2019, 2021, 2022